# Coalition pour un changement démocratique
Pour les articles homonymes, voir Changement démocratique et UDC.
Ne doit pas être confondu avec Mouvement pour le changement démocratique.
La Coalition pour un changement démocratique,,, (en anglais Umbrella for Democratic Change, littéralement Parapluie pour un changement démocratique, abrégée en Umbrella, ou UDC), est une coalition de partis politiques botswanais de gauche et du centre formée en 2012.

## Contexte et création de la coalition
Depuis les premières élections du pays en 1965, le paysage politique botswanais est dominé par le Parti démocratique du Botswana, un parti politique conservateur et nationaliste. Ainsi, le parti contrôle les pouvoirs législatif et exécutif depuis l'indépendance du pays et l'opposition a toujours eu des difficultés à se trouver une place conséquente face à cette hégémonie.
L'idée d'une opposition unie avait déjà été tentée en 2005 avec une alliance entre le BNF et le BCP, deux partis sociaux-démocrates en tête de l'opposition. Néanmoins cette alliance ne parvint pas à se maintenir pour les élections de 2009.
De plus, l'année 2011 est marquée par un mouvement social en avril issu d'une mobilisation de la fonction publique à l'échelle nationale à la suite d'un appel lancé par plusieurs syndicats souhaitant s'opposer à la politique budgétaire et économique du gouvernement du BDP. En effet les syndicats appellent à une hausse des salaires de la fonction publique alors que le pays est touché par l'inflation et une baisse du pouvoir d'achat importante pour une partie de la population. Cette mobilisation impliquant une partie importante des partis politiques de l'opposition tend à favoriser la diffusion de l'idée d'une opposition unitaire pour contrebalancer le BDP.
Ainsi, en 2012, une partie de l'opposition décide de se rapprocher et de former une plateforme commune, le "Parapluie pour le changement démocratique" ("Umbrella Democratic Change" en anglais) composée initialement de trois forces politiques :
- Le Parti populaire du Botswana (BPP), un parti politique de gauche qui fut l'un des premiers partis politiques botswanais et un des acteurs de l'indépendance du pays dans les années 1960, s'inspirant notamment de l'ANC.
- le Front national du Botswana (BNF), un parti politique de centre gauche, et la force politique la plus influente au sein de l'opposition depuis le début des années 1990, se réclamant de la social-démocratie.
- Le Mouvement démocratique du Botswana (BDM), un parti politique centriste et libéral issu d'une scission d'une partie de l'aile modérée du Parti démocratique du Botswana critiquant l'aspect autoritaire et conservateur du parti[13].

Initialement la plateforme devait aussi comporter le Parti du Congrès du Botswana (BCP), parti social-démocrate issu d'une scission du BNF en 1998, qui refuse finalement toute participation, notamment en raison de ses mauvaises relations avec le BNF.
Après une série de congrès en 2014, les trois partis s'accordent sur l'idée de créer une coalition dirigée par le Président du BNF, Duma Boko, pour les prochaines élections générales qui doivent se dérouler en fin d'année.

## Élections de 2014
Bien que le BDP de Ian Khama parvienne de nouveau à obtenir la majorité parlementaire avec l'obtention de 37 des 63 sièges de l'Assemblée nationale, l'UDC parvient à obtenir le meilleur résultat pour un parti de l'opposition depuis les premières élections de 1965 avec l'obtention de 17 députés et se trouve consolidé par ces résultats.

Ce résultat est notamment lié au système électoral botswanais régi par scrutin uninominal à un tour, puisqu'en se regroupant, les partis de l'opposition ont pu réduire l'éparpillement de leur électorat qui favorisait jusqu'alors le BDP.
Cette même année, l'UDC est rejoint par le Parti du Congrès du Botswana et ses deux députés qui rejoignent le groupe parlementaire de la coalition.
Face à ce résultat, la coalition décide de se maintenir pour les élections législatives d'octobre 2019.

## Crise de 2018 et scission de l'AP et du BMD
Cette unité est cependant de courte durée, des membres dissidents du BMD se détachant de la coalition au mois d'octobre suivant pour former l'Alliance des progressistes. Les tensions qui en résultent au sein de l'UDC amènent à l'expulsion du BMD de la coalition un an plus tard.

## Résultats électoraux

### Élections législatives
| Élections | Voix    | %     | Sièges  |
| --------- | ------- | ----- | ------- |
| 2014      | 207 113 | 30,01 | 17 / 57 |
| 2019      | 277 121 | 35,88 | 15 / 57 |
| 2024      | 310 862 | 37,22 | 36 / 61 |